# Epimedium brevicornu
Epimedium brevicornu är en berberisväxtart som beskrevs av Carl Maximowicz. Epimedium brevicornu ingår i släktet sockblommor, och familjen berberisväxter. Inga underarter finns listade i Catalogue of Life.